# El jardín de Venus (serie de televisión)
El jardín de Venus fue una serie de TV emitida por TVE en la temporada 1983-1984 y dirigida por el reconocido cineasta José María Forqué.

## Argumento
La serie recreaba 13 cuentos eróticos (uno por episodio), inspirados en relatos de autores como Giovanni Boccaccio (El Decamerón) - 5 primeros episodios-, Guy de Maupassant - 4 episodios-, María de Zayas - 3 episodios - y Braulio Foz (último episodio).
El escenario natural en el que transcurrían las peripecias de los personajes era el Castillo de Viñuelas, en el que unos y otras buscaban consumar sus anhelos amorosos.

## Presupuesto
El coste medio por capítulo fue de 18.014.280 pesetas.

## Reparto
- Fernando Fernán Gómez
- Verónica Forqué
- Ana Gracia
- Juanjo Menéndez
- Adriana Ozores
- Victoria Vera
- Ana Torrent
- José Sazatornil
- Agustín González
- Carmen Elías
- Esperanza Roy
- Mercedes Sampietro
- Fernando Delgado
- María José Goyanes
- Mari Carmen Prendes
- Juan Ribó

## Equipo técnico
- Dirección: José María Forqué.
- Guiones: Enrique Llovet, Hermógenes Sáinz.

## Candidaturas a premios
- Verónica Forqué fue propuesta como candidata al Premio Fotogramas de Plata en la modalidad de Mejor intérprete de televisión